# Pantoful Cenușăresei
Pantoful Cenușăresei este un film românesc din 1969 regizat de Jean Georgescu. Rolurile principale au fost interpretate de actorii Ioana Pavelescu, Dorin Varga, Constanța Cîmpeanu și Petre Ștefănescu Goangă.

## Distribuție
Distribuția filmului este alcătuită din:
- Ioana Pavelescu — Mira Păunescu, casieriță la Teatrul Muzical
- Dorin Varga — Alexandru Romano, un medic chirurg renumit
- Constanța Cîmpeanu — Corina („Cucu”) Ștefănescu, cântăreață și balerină, prietena Mirei
- Petre Ștefănescu Goangă — pictorul meloman, vecin de cartier al Mirei
- Stela Popescu — soția dirijorului
- Geo Barton — dirijorul de operă, prietenul dr. Romano
- Mimi Enăceanu — Nella, croitoreasa din cartierul Mirei
- Ovid Teodorescu — Figaro, responsabilul frizeriei din cartierul Mirei
- Ileana Iordache — secretara teatrului
- Michaela Scorțeanu
- Elena Tutan
- Valentina Boteanu Cios
- Antoaneta Ionescu
- Cristina Săvescu
- Filomela Călin
- Simona Bleahu
- Despina Grigorescu
- Lucy Chevalier
- Mihaela Mateescu
- Elena Cremeneanu
- Crăița Enulescu
- Maria Stănescu
- Georgeta Bernea
- Elena Păpușan
- Constanța Albulescu
- Ciupi Rădulescu
- Aurel Cioranu — un artist îndrăgostit de Mira
- Mihai Ciucă
- Willy Donea
- Dan Demetrescu — meșterul mecanic, vecin de cartier al Mirei
- Marin Negrea
- Iosif Buibas
- Ion Păscuț
- Mircea Anghelescu
- Dinu Teodorescu
- Iancu Groza
- Matty Aslan — regizorul teatrului
- Marius Zira
- Virgil Mogoș — medic, coleg al dr. Romano
- Nelu Marinescu
- Gabriel Costiescu
- Radu Constantin
- Biță Rădulescu
- Gheorghe Dragomirescu
- Gheorghe Gheorghiu
- Alfred Taufer
- Guță Voinea
- Ovidiu Bocan
- Radu Neguț
- Ștefan Thury
- Gheorghe Caligari
- Dan Grigore — pianistul de la serbarea medicilor
- Luminița Dobrescu — cântăreața de la Restaurantul Atlantic
- Cornel Patrichi — dansator la Teatrul Muzical

## Primire
Filmul a fost vizionat de 1.294.068 de spectatori în cinematografele din România, după cum atestă o situație a numărului de spectatori înregistrat de filmele românești de la data premierei și până la data de 31 decembrie 2014 alcătuită de Centrul Național al Cinematografiei.